# Диамантен питон на Бредъл
Диамантните питони на Бредъл (Morelia bredli) са вид влечуги от семейство Питонови (Pythonidae).
Разпространени са в централна Австралия.
Таксонът е описан за пръв път от Греъм Франсис Гоу през 1981 година.